# We're Almost There
"We're Almost There" là ca khúc năm 1975 phát hành dưới dạng đĩa đơn của ca sĩ Michael Jackson và đây là đĩa hát đầu tiên từ album cuối cùng của anh với nhãn hiệu Motown, Forever, Michael.

## Bảng xếp hạng
| Bảng xếp hạng (1975)                 | Vị trí cao nhất |
| ------------------------------------ | --------------- |
| U.S. Billboard Hot 100               | 54              |
| U.S. Billboard Hot R&B/Hip-Hop Songs | 7               |
| UK Singles Chart                     | 46              |
| Australian ARIA Singles Chart        | -               |
| Turkey Top 20 Chart                  | -               |

## Sản xuất
- Hát chính: Michael Jackson
- Sản xuất: Brian Holland